# 2019-es Apertura mexikói labdarúgó-bajnokság (első osztály)
A mexikói labdarúgó-bajnokság első osztályának 2019-es Apertura szezonja 19 csapat részvételével 2019. július 19-én kezdődött és december 29-ig tartott. A bajnokságot a monterreyi CF Monterrey nyerte meg, amelynek ez volt az 5. győzelme. A második helyen az América végzett.

## Előzmények
Az előző szezont, a 2019-es Clausurát a Tigres de la UANL nyerte meg. A másodosztályba a Tiburones Rojos de Veracruz esett volna ki, de mivel az első osztályú tagság megváltásaként befizettek 120 millió pesót, a bajnokság pedig 19 csapatosra bővült, így végül mégsem estek ki. A Lobos de la BUAP viszont Ciudad Juárez városába költözött, így az addig másodosztályú FC Juárez vette át a helyüket.

## Csapatok
| Csapat                       | Város              | Állam              | Stadion                | Edző (a szezon elején) |
| ---------------------------- | ------------------ | ------------------ | ---------------------- | ---------------------- |
| América                      | Mexikóváros        | Szövetségi kerület | Azteca                 | Miguel Herrera         |
| Atlas                        | Guadalajara        | Jalisco            | Jalisco                | Leandro Cufré          |
| Cruz Azul                    | Mexikóváros        | Szövetségi Kerület | Azul                   | Pedro Caixinha         |
| Guadalajara                  | Guadalajara        | Jalisco            | Omnilife               | Tomás Boy              |
| FC Juárez                    | Ciudad Juárez      | Chihuahua          | Benito Juárez          | Gabriel Caballero      |
| León                         | León               | Guanajuato         | León                   | Ignacio Ambriz         |
| Monarcas Morelia             | Morelia            | Michoacán          | Morelos                | Javier Torrente        |
| Monterrey                    | Monterrey          | Új-León            | BBVA Bancomer          | Diego Alonso           |
| Necaxa                       | Aguascalientes     | Aguascalientes     | Victoria               | Guillermo Vázquez      |
| Pachuca                      | Pachuca de Soto    | Hidalgo            | Hidalgo                | Martín Palermo         |
| Puebla                       | Puebla de Zaragoza | Puebla             | Cuauhtémoc             | José Luis Sánchez Solá |
| Pumas (Universidad Nacional) | Mexikóváros        | Szövetségi Kerület | Olímpico Universitario | Míchel González        |
| Querétaro                    | Querétaro          | Querétaro          | Corregidora            | Víctor Manuel Vucetich |
| San Luis                     | San Luis Potosí    | San Luis Potosí    | Alfonso Lastras        | Alfonso Sosa           |
| Santos Laguna                | Torreón            | Coahuila           | TSM Corona             | Guillermo Almada       |
| Tigres                       | Monterrey          | Új-León            | Universitario          | Ricardo Ferretti       |
| Tijuana                      | Tijuana            | Alsó-Kalifornia    | Caliente               | Óscar Pareja           |
| Toluca                       | Toluca de Lerdo    | México             | Nemesio Díez           | Ricardo La Volpe       |
| Veracruz                     | Veracruz           | Veracruz           | Luis de la Fuente      | Enrique Meza           |

## Az alapszakasz végeredménye
Az alapszakasz 19 fordulóból állt (minden fordulóban egy csapat pihent, ezért mindenki csak 18 mérkőzést játszott), az első nyolc jutott be a rájátszásba.
| #   | Csapat      | M  | GY | D | V  | G+ – G– | GK  | P  | Megjegyzések |
| --- | ----------- | -- | -- | - | -- | ------- | --- | -- | ------------ |
| 1.  | Santos      | 18 | 11 | 4 | 3  | 40–25   | +15 | 37 |              |
| 2.  | León        | 18 | 9  | 6 | 3  | 38–23   | +15 | 33 |              |
| 3.  | Tigres      | 18 | 8  | 8 | 2  | 26–14   | +12 | 32 |              |
| 4.  | Querétaro   | 18 | 9  | 4 | 5  | 31–19   | +12 | 31 |              |
| 5.  | Necaxa      | 18 | 9  | 4 | 5  | 33–23   | +10 | 31 |              |
| 6.  | América     | 18 | 8  | 7 | 3  | 32–22   | +10 | 31 |              |
| 7.  | Morelia     | 18 | 8  | 3 | 7  | 31–26   | +5  | 27 |              |
| 8.  | Monterrey   | 18 | 8  | 3 | 7  | 37–23   | +14 | 27 |              |
| 9.  | Pachuca     | 18 | 7  | 4 | 7  | 32–26   | +6  | 25 |              |
| 10. | Guadalajara | 18 | 7  | 4 | 7  | 28–28   | 0   | 25 |              |
| 11. | Tijuana     | 18 | 7  | 3 | 8  | 25–35   | −10 | 24 |              |
| 12. | Cruz Azul   | 18 | 5  | 8 | 5  | 25–24   | +1  | 23 |              |
| 13. | Pumas       | 18 | 6  | 5 | 7  | 21–20   | +1  | 23 |              |
| 14. | Atlas       | 18 | 6  | 3 | 9  | 18–25   | −7  | 21 |              |
| 15. | San Luis    | 18 | 6  | 2 | 10 | 22–31   | −9  | 20 |              |
| 16. | Juárez      | 18 | 5  | 3 | 10 | 17–27   | −10 | 18 |              |
| 17. | Toluca      | 18 | 4  | 5 | 9  | 16–26   | −10 | 17 |              |
| 18. | Puebla      | 18 | 4  | 5 | 9  | 20–31   | −11 | 17 |              |
| 19. | Veracruz    | 18 | 1  | 5 | 12 | 10–44   | −34 | 8  |              |

Utolsó frissítés: 2019. november 25. 
Forrás: A bajnokság hivatalos honlapja 
A rangsorolás alapszabályai: 1. összpontszám, 2. egymás elleni eredmények összpontszáma, 3. gólkülönbség, 4. szerzett gólok száma.
(B): Bajnokcsapat, (K): Kieső csapat, (F): Feljutó csapat, (I): Kupainduló, (R): A rájátszás győztese, (KGY): Kupagyőztes

## Rájátszás
A döntő kivételével az a szabály, hogy ha a két meccs összesítve döntetlen, és az idegenbeli gól is egyenlő, akkor nincs hosszabbítás és tizenegyespárbaj, hanem az a csapat jut tovább, amelyik az alapszakaszban jobb helyen végzett.
A negyeddöntők első mérkőzéseit november 27-én és 28-án, a visszavágókat 30-án és december 1-én és 2-án játszották, az elődöntőkre december 4-én és 5-én, valamint 7-én és 8-án került sor. A döntő első mérkőzése december 26-án, a visszavágó 29-én volt. A döntő előtti hosszú szünetet az indokolja, hogy a Monterrey közben a klubvilágbajnokságon is részt vett.
|  | Negyeddöntők     | Negyeddöntők     | Negyeddöntők | Negyeddöntők | Negyeddöntők |   |                  | Elődöntők        | Elődöntők | Elődöntők | Elődöntők | Elődöntők |  |  | Döntő | Döntő | Döntő | Döntő | Döntő |  |
|  |                  |                  |              |              |              |   |                  |                  |           |           |           |           |  |  |       |       |       |       |       |  |
|  | Monterrey        | Monterrey        | 5            | 1            | 6            |   |                  |                  |           |           |           |           |  |  |       |       |       |       |       |  |
|  | Monterrey        | Monterrey        | 5            | 1            | 6            |   |                  |                  |           |           |           |           |  |  |       |       |       |       |       |  |
|  | Santos Laguna    | Santos Laguna    | 2            | 1            | 3            |   |                  |                  |           |           |           |           |  |  |       |       |       |       |       |  |
|  | Santos Laguna    | Santos Laguna    | 2            | 1            | 3            |   | Monterrey        | Monterrey        | 2         | 1         | 3         |           |  |  |       |       |       |       |       |  |
|  |                  |                  |              |              |              |   | Monterrey        | Monterrey        | 2         | 1         | 3         |           |  |  |       |       |       |       |       |  |
|  |                  |                  | Necaxa       | Necaxa       | 1            | 0 | 1                |                  |           |           |           |           |  |  |       |       |       |       |       |  |
|  | Necaxa           | Necaxa           | Necaxa       | Necaxa       | 1            | 0 | 1                | 3                | 3         | 6         |           |           |  |  |       |       |       |       |       |  |
|  | Necaxa           | Necaxa           |              |              |              |   |                  |                  |           | 6         |           |           |  |  |       |       |       |       |       |  |
|  | Querétaro        | Querétaro        | 0            | 2            | 2            |   |                  |                  |           |           |           |           |  |  |       |       |       |       |       |  |
|  | Querétaro        | Querétaro        | 0            | 2            | 2            |   | Monterrey        | Monterrey        | 2         | 1         | 3 (4)     |           |  |  |       |       |       |       |       |  |
|  |                  |                  |              |              |              |   |                  |                  |           |           |           |           |  |  |       |       |       |       |       |  |
|  |                  |                  | América      | América      | 1            | 2 | 3 (2)            |                  |           |           |           |           |  |  |       |       |       |       |       |  |
|  | Monarcas Morelia | Monarcas Morelia | América      | América      | 1            | 2 | 3 (2)            | 3                | 2         | 5         |           |           |  |  |       |       |       |       |       |  |
|  | Monarcas Morelia | Monarcas Morelia |              |              |              |   |                  |                  |           | 5         |           |           |  |  |       |       |       |       |       |  |
|  | León             | León             | 3            | 1            | 4            |   |                  |                  |           |           |           |           |  |  |       |       |       |       |       |  |
|  | León             | León             | 3            | 1            | 4            |   | Monarcas Morelia | Monarcas Morelia | 2         | 0         | 2         |           |  |  |       |       |       |       |       |  |
|  |                  |                  |              |              |              |   | Monarcas Morelia | Monarcas Morelia | 2         | 0         | 2         |           |  |  |       |       |       |       |       |  |
|  |                  |                  | América      | América      | 0            | 2 | 2                |                  |           |           |           |           |  |  |       |       |       |       |       |  |
|  | América          | América          | América      | América      | 0            | 2 | 2                | 1                | 4         | 5         |           |           |  |  |       |       |       |       |       |  |
|  | América          | América          |              |              |              |   |                  |                  |           | 5         |           |           |  |  |       |       |       |       |       |  |
|  | Tigres           | Tigres           | 2            | 2            | 4            |   |                  |                  |           |           |           |           |  |  |       |       |       |       |       |  |

## Együttható-táblázat
Az együttható-táblázat a csapatok (a jelenlegit is beleszámítva) utolsó öt első osztályú szezonjának alapszakaszában elért pontok átlagát tartalmazza négy tizedesre kerekítve, de ha egy csapat időközben volt másodosztályú is, akkor az az előtti időszak eredményei nincsenek benne. Mivel ez a szezon Apertura, ezért nem esik ki egyik csapat sem, de majd a 2020-as Clausurában ez alapján a táblázat alapján dől el, melyik lesz a kieső csapat.
| Csapat      | Összpontszám | Mérkőzések | Együttható |
| ----------- | ------------ | ---------- | ---------- |
| Tigres      | 158          | 86         | 1,8372     |
| Monterrey   | 153          | 86         | 1,7791     |
| América     | 152          | 86         | 1,7674     |
| León        | 140          | 86         | 1,6279     |
| Cruz Azul   | 138          | 86         | 1,6047     |
| Santos      | 136          | 86         | 1,5814     |
| Toluca      | 133          | 86         | 1,5465     |
| Necaxa      | 120          | 86         | 1,3953     |
| Pachuca     | 119          | 86         | 1,3837     |
| Morelia     | 118          | 86         | 1,3721     |
| Tijuana     | 115          | 86         | 1,3372     |
| Pumas       | 107          | 86         | 1,2442     |
| Querétaro   | 102          | 86         | 1,1860     |
| Puebla      | 100          | 86         | 1,1628     |
| Guadalajara | 96           | 86         | 1,1163     |
| San Luis    | 20           | 18         | 1,1111     |
| Juárez      | 57           | 52         | 1,0962     |
| Atlas       | 94           | 86         | 1,0930     |
| Veracruz    | 8            | 18         | 0,4444     |

## Eredmények

### Alapszakasz

#### Fordulónként

##### 1. forduló
| Dátum (mexikói idő) | Mérkőzés             | Eredmény |
| ------------------- | -------------------- | -------- |
| 2019. július 19.    | Puebla – Tijuana     | 1–3      |
| 2019. július 19.    | Atlas – Juárez       | 1–0      |
| 2019. július 20.    | San Luis – Pumas     | 0–2      |
| 2019. július 20.    | Pachuca – León       | 1–3      |
| 2019. július 20.    | América – Monterrey  | 4–2      |
| 2019. július 20.    | Tigres – Morelia     | 4–2      |
| 2019. július 20.    | Necaxa – Cruz Azul   | 0–0      |
| 2019. július 21.    | Toluca – Querétaro   | 0–2      |
| 2019. július 21.    | Santos – Guadalajara | 3–0      |

##### 2. forduló
| Dátum (mexikói idő) | Mérkőzés             | Eredmény |
| ------------------- | -------------------- | -------- |
| 2019. július 26.    | Morelia – Atlas      | 0–1      |
| 2019. július 26.    | Veracruz – Pachuca   | 3–3      |
| 2019. július 27.    | León – América       | 0–0      |
| 2019. július 27.    | Cruz Azul – Toluca   | 1–1      |
| 2019. július 27.    | Tijuana – Querétaro  | 1–1      |
| 2019. július 28.    | Pumas – Necaxa       | 2–0      |
| 2019. július 28.    | San Luis – Monterrey | 1–0      |
| 2019. július 28.    | Santos – Juárez      | 3–0      |
| 2019. július 28.    | Guadalajara – Tigres | 2–0      |

##### 3. forduló
| Dátum (mexikói idő) | Mérkőzés              | Eredmény |
| ------------------- | --------------------- | -------- |
| 2019. augusztus 2.  | Puebla – Guadalajara  | 1–1      |
| 2019. augusztus 2.  | Atlas – Santos        | 1–2      |
| 2019. augusztus 3.  | Querétaro – Cruz Azul | 3–0      |
| 2019. augusztus 3.  | América – Tijuana     | 3–1      |
| 2019. augusztus 3.  | Pachuca – Morelia     | 1–2      |
| 2019. augusztus 3.  | Necaxa – Veracruz     | 7–0      |
| 2019. augusztus 3.  | Monterrey – León      | 3–2      |
| 2019. augusztus 4.  | Pumas – Tigres        | 0–1      |
| 2019. augusztus 4.  | Juárez – Toluca       | 2–0      |

##### 4. forduló
| Dátum (mexikói idő) | Mérkőzés               | Eredmény |
| ------------------- | ---------------------- | -------- |
| 2019. augusztus 9.  | Morelia – Monterrey    | 0–1      |
| 2019. augusztus 9.  | Veracruz – Atlas       | 1–2      |
| 2019. augusztus 9.  | Tijuana – Pumas        | 1–0      |
| 2019. augusztus 10. | Querétaro – Pachuca    | 2–1      |
| 2019. augusztus 10. | Cruz Azul – Juárez     | 2–0      |
| 2019. augusztus 10. | Tigres – Necaxa        | 3–1      |
| 2019. augusztus 10. | Guadalajara – San Luis | 3–0      |
| 2019. augusztus 11. | Toluca – América       | 0–1      |
| 2019. augusztus 11. | Santos – Puebla        | 4–1      |

##### 5. forduló
| Dátum (mexikói idő) | Mérkőzés           | Eredmény |
| ------------------- | ------------------ | -------- |
| 2019. augusztus 16. | Puebla – Pachuca   | 0–4      |
| 2019. augusztus 16. | Atlas – Cruz Azul  | 1–3      |
| 2019. augusztus 17. | San Luis – Tigres  | 1–1      |
| 2019. augusztus 17. | León – Guadalajara | 4–3      |
| 2019. augusztus 17. | América – Morelia  | 1–0      |
| 2019. augusztus 17. | Monterrey – Toluca | 2–0      |
| 2019. augusztus 18. | Pumas – Veracruz   | 2–0      |
| 2019. augusztus 18. | Necaxa – Santos    | 3–0      |
| 2019. augusztus 18. | Juárez – Querétaro | 0–2      |

##### 6. forduló
| Dátum (mexikói idő) | Mérkőzés             | Eredmény |
| ------------------- | -------------------- | -------- |
| 2019. augusztus 23. | Veracruz – San Luis  | 1–2      |
| 2019. augusztus 23. | Morelia – Pumas      | 2–0      |
| 2019. augusztus 23. | Santos – Monterrey   | 2–1      |
| 2019. augusztus 24. | Querétaro – León     | 0–4      |
| 2019. augusztus 24. | Pachuca – Atlas      | 3–1      |
| 2019. augusztus 24. | Cruz Azul – Puebla   | 1–1      |
| 2019. augusztus 24. | Tigres – América     | 1–1      |
| 2019. augusztus 25. | Toluca – Tijuana     | 2–0      |
| 2019. augusztus 25. | Guadalajara – Necaxa | 1–2      |

##### 7. forduló
| Dátum (mexikói idő) | Mérkőzés             | Eredmény |
| ------------------- | -------------------- | -------- |
| 2019. augusztus 27. | Veracruz – Querétaro | 0–5      |
| 2019. augusztus 27. | San Luis – Morelia   | 1–1      |
| 2019. augusztus 27. | Atlas – Tigres       | 1–1      |
| 2019. augusztus 27. | América – Pachuca    | 1–1      |
| 2019. augusztus 28. | León – Santos        | 2–2      |
| 2019. augusztus 28. | Necaxa – Toluca      | 1–1      |
| 2019. augusztus 28. | Tijuana – Cruz Azul  | 3–2      |
| 2019. augusztus 29. | Puebla – Juárez      | 2–1      |
| 2019. augusztus 29. | Monterrey – Pumas    | 2–0      |

##### 8. forduló
| Dátum (mexikói idő) | Mérkőzés                | Eredmény |
| ------------------- | ----------------------- | -------- |
| 2019. augusztus 30. | Morelia – Veracruz      | 1–0      |
| 2019. augusztus 30. | Atlas – América         | 3–0      |
| 2019. augusztus 31. | Necaxa – Tijuana        | 3–2      |
| 2019. augusztus 31. | Tigres – León           | 1–1      |
| 2019. augusztus 31. | Pachuca – San Luis      | 0–2      |
| 2019. augusztus 31. | Cruz Azul – Guadalajara | 1–1      |
| 2019. szeptember 1. | Pumas – Toluca          | 2–1      |
| 2019. szeptember 1. | Querétaro – Puebla      | 1–1      |
| 2019. szeptember 1. | Juárez – Monterrey      | 1–0      |

##### 9. forduló
| Dátum (mexikói idő)  | Mérkőzés             | Eredmény |
| -------------------- | -------------------- | -------- |
| 2019. szeptember 13. | Puebla – San Luis    | 1–3      |
| 2019. szeptember 13. | Veracruz – Cruz Azul | 0–0      |
| 2019. szeptember 13. | Tijuana – Tigres     | 1–1      |
| 2019. szeptember 14. | Monterrey – Necaxa   | 0–2      |
| 2019. szeptember 14. | León – Juárez        | 3–1      |
| 2019. szeptember 14. | Guadalajara – Atlas  | 1–0      |
| 2019. szeptember 14. | América – Pumas      | 1–1      |
| 2019. szeptember 15. | Toluca – Morelia     | 0–2      |
| 2019. szeptember 15. | Santos – Pachuca     | 2–2      |

##### 10. forduló
| Dátum (mexikói idő)  | Mérkőzés              | Eredmény |
| -------------------- | --------------------- | -------- |
| 2019. szeptember 20. | Morelia – Guadalajara | 1–0      |
| 2019. szeptember 20. | Atlas – Toluca        | 0–1      |
| 2019. szeptember 21. | San Luis – Santos     | 2–3      |
| 2019. szeptember 21. | Necaxa – León         | 2–4      |
| 2019. szeptember 21. | Monterrey – Puebla    | 3–2      |
| 2019. szeptember 21. | Pachuca – Tijuana     | 4–1      |
| 2019. szeptember 21. | América – Querétaro   | 2–2      |
| 2019. szeptember 22. | Pumas – Cruz Azul     | 1–1      |
| 2019. szeptember 22. | Juárez – Veracruz     | 2–0      |

##### 11. forduló
| Dátum (mexikói idő)  | Mérkőzés              | Eredmény |
| -------------------- | --------------------- | -------- |
| 2019. szeptember 24. | Querétaro – Necaxa    | 1–2      |
| 2019. szeptember 24. | Tigres – Puebla       | 0–1      |
| 2019. szeptember 24. | Guadalajara – Pachuca | 2–4      |
| 2019. szeptember 24. | León – Atlas          | 1–1      |
| 2019. szeptember 25. | Santos – Veracruz     | 5–0      |
| 2019. szeptember 25. | Juárez – América      | 1–1      |
| 2019. szeptember 25. | Cruz Azul – Monterrey | 1–1      |
| 2019. szeptember 25. | Tijuana – Morelia     | 3–2      |
| 2019. szeptember 26. | Toluca – San Luis     | 3–1      |

##### 12. forduló
| Dátum (mexikói idő)  | Mérkőzés              | Eredmény |
| -------------------- | --------------------- | -------- |
| 2019. szeptember 27. | Puebla – León         | 2–1      |
| 2019. szeptember 27. | Atlas – Querétaro     | 2–0      |
| 2019. szeptember 28. | Pachuca – Cruz Azul   | 2–0      |
| 2019. szeptember 28. | Necaxa – Juárez       | 0–0      |
| 2019. szeptember 28. | Monterrey – Tigres    | 0–2      |
| 2019. szeptember 28. | América – Guadalajara | 4–1      |
| 2019. szeptember 29. | Pumas – Santos        | 2–0      |
| 2019. szeptember 29. | San Luis – Tijuana    | 2–3      |
| 2019. szeptember 29. | Veracruz – Toluca     | 1–1      |

##### 13. forduló
| Dátum (mexikói idő) | Mérkőzés              | Eredmény |
| ------------------- | --------------------- | -------- |
| 2019. okbóber 4.    | Morelia – Necaxa      | 2–3      |
| 2019. okbóber 5.    | León – Veracruz       | 1–1      |
| 2019. okbóber 5.    | Cruz Azul – América   | 5–2      |
| 2019. okbóber 5.    | Tigres – Santos       | 4–0      |
| 2019. okbóber 5.    | Tijuana – Atlas       | 2–2      |
| 2019. okbóber 5.    | Guadalajara – Pumas   | 1–1      |
| 2019. okbóber 6.    | Toluca – Puebla       | 1–1      |
| 2019. okbóber 6.    | Juárez – San Luis     | 1–2      |
| 2019. okbóber 6.    | Querétaro – Monterrey | 2–1      |

##### 14. forduló
| Dátum (mexikói idő) | Mérkőzés                | Eredmény |
| ------------------- | ----------------------- | -------- |
| 2019. okbóber 18.   | Puebla – Atlas          | 0–1      |
| 2019. okbóber 18.   | Veracruz – Tigres       | 1–3      |
| 2019. okbóber 18.   | Santos – Tijuana        | 4–1      |
| 2019. okbóber 19.   | Cruz Azul – Morelia     | 2–3      |
| 2019. okbóber 19.   | Pachuca – Juárez        | 0–1      |
| 2019. okbóber 19.   | Necaxa – América        | 2–2      |
| 2019. okbóber 20.   | Pumas – León            | 1–2      |
| 2019. okbóber 20.   | San Luis – Querétaro    | 0–2      |
| 2019. okbóber 20.   | Monterrey – Guadalajara | 1–1      |

##### 15. forduló
| Dátum (mexikói idő) | Mérkőzés             | Eredmény |
| ------------------- | -------------------- | -------- |
| 2019. okbóber 25.   | Morelia – Santos     | 2–2      |
| 2019. okbóber 25.   | Atlas – Necaxa       | 0–2      |
| 2019. okbóber 25.   | Tijuana – Veracruz   | 2–0      |
| 2019. okbóber 26.   | Querétaro – Pumas    | 3–0      |
| 2019. okbóber 26.   | América – Puebla     | 2–0      |
| 2019. okbóber 26.   | León – San Luis      | 3–2      |
| 2019. okbóber 26.   | Tigres – Cruz Azul   | 1–1      |
| 2019. okbóber 27.   | Toluca – Pachuca     | 2–0      |
| 2019. okbóber 27.   | Juárez – Guadalajara | 1–2      |

##### 16. forduló
| Dátum (mexikói idő) | Mérkőzés              | Eredmény |
| ------------------- | --------------------- | -------- |
| 2019. okbóber 29.   | Santos – Querétaro    | 1–0      |
| 2019. okbóber 29.   | Veracruz – Puebla     | 1–0      |
| 2019. okbóber 29.   | San Luis – América    | 0–1      |
| 2019. okbóber 29.   | Pumas – Atlas         | 5–1      |
| 2019. okbóber 30.   | Pachuca – Monterrey   | 2–3      |
| 2019. okbóber 30.   | Guadalajara – Tijuana | 0–1      |
| 2019. okbóber 30.   | Tigres – Toluca       | 1–0      |
| 2019. okbóber 31.   | Morelia – Juárez      | 6–1      |
| 2019. okbóber 31.   | Cruz Azul – León      | 1–0      |

##### 17. forduló
| Dátum (mexikói idő) | Mérkőzés             | Eredmény |
| ------------------- | -------------------- | -------- |
| 2019. november 1.   | Puebla – Pumas       | 1–1      |
| 2019. november 1.   | Atlas – San Luis     | 1–2      |
| 2019. november 2.   | Querétaro – Tigres   | 0–0      |
| 2019. november 2.   | América – Santos     | 1–2      |
| 2019. november 2.   | Monterrey – Veracruz | 1–1      |
| 2019. november 2.   | Necaxa – Pachuca     | 1–2      |
| 2019. november 3.   | Toluca – Guadalajara | 1–3      |
| 2019. november 3.   | Juárez – Tijuana     | 3–0      |
| 2019. november 3.   | León – Morelia       | 1–1      |

##### 18. forduló
| Dátum (mexikói idő) | Mérkőzés                | Eredmény |
| ------------------- | ----------------------- | -------- |
| 2019. november 8.   | Morelia – Puebla        | 3–2      |
| 2019. november 8.   | Veracruz – América      | 0–5      |
| 2019. november 8.   | Tijuana – Monterrey     | 0–4      |
| 2019. november 9.   | San Luis – Necaxa       | 0–2      |
| 2019. november 9.   | Tigres – Pachuca        | 0–0      |
| 2019. november 9.   | Guadalajara – Querétaro | 3–2      |
| 2019. november 9.   | León – Toluca           | 4–0      |
| 2019. november 10.  | Pumas – Juárez          | 1–1      |
| 2019. november 10.  | Santos – Cruz Azul      | 3–1      |

##### 19. forduló
| Dátum (mexikói idő) | Mérkőzés               | Eredmény |
| ------------------- | ---------------------- | -------- |
| 2019. november 22.  | Puebla – Necaxa        | 3–0      |
| 2019. november 22.  | Tijuana – León         | 1–2      |
| 2019. november 23.  | Querétaro – Morelia    | 3–1      |
| 2019. november 23.  | Cruz Azul – San Luis   | 3–1      |
| 2019. november 23.  | Monterrey – Atlas      | 2–0      |
| 2019. november 23.  | Pachuca – Pumas        | 2–0      |
| 2019. november 23.  | Guadalajara – Veracruz | 3–1      |
| 2019. november 24.  | Toluca – Santos        | 2–2      |
| 2019. november 24.  | Juárez – Tigres        | 1–2      |

#### Kereszttábla
| Hazai \ Vendég1 | AMÉ | ATL | CRZ | GUA | JUÁ | LEÓ | MTY | MOR | NEC | PAC | PUE | PUM | QUE | SLU | SAN | TIG | TIJ | TOL | VER |
| América         |     |     |     | 4–1 |     |     | 4–2 | 1–0 |     | 1–1 | 2–0 | 1–1 | 2–2 |     | 1–2 |     | 3–1 |     |     |
| Atlas           | 3–0 |     | 1–3 |     | 1–0 |     |     |     | 0–2 |     |     |     | 2–0 | 1–2 | 1–2 | 1–1 |     | 0–1 |     |
| Cruz Azul       | 5–2 |     |     | 1–1 | 2–0 | 1–0 | 1–1 | 2–3 |     |     | 1–1 |     |     | 3–1 |     |     |     | 1–1 |     |
| Guadalajara     |     | 1–0 |     |     |     |     |     |     | 1–2 | 2–4 |     | 1–1 | 3–2 | 3–0 |     | 2–0 | 0–1 |     | 3–1 |
| Juárez          | 1–1 |     |     | 1–2 |     |     | 1–0 |     |     |     |     |     | 0–2 | 1–2 |     | 1–2 | 3–0 | 2–0 | 2–0 |
| León            | 0–0 | 1–1 |     | 4–3 | 3–1 |     |     | 1–1 |     |     |     |     |     | 3–2 | 2–2 |     |     | 4–0 | 1–1 |
| Monterrey       |     | 2–0 |     | 1–1 |     | 3–2 |     |     | 0–2 |     | 3–2 | 2–0 |     |     |     | 0–2 |     | 2–0 | 1–1 |
| Morelia         |     | 0–1 |     | 1–0 | 6–1 |     | 0–1 |     | 2–3 |     | 3–2 | 2–0 |     |     | 2–2 |     |     |     | 1–0 |
| Necaxa          | 2–2 |     | 0–0 |     | 0–0 | 2–4 |     |     |     | 1–2 |     |     |     |     | 3–0 |     | 3–2 | 1–1 | 7–0 |
| Pachuca         |     | 3–1 | 2–0 |     | 0–1 | 1–3 | 2–3 | 1–2 |     |     |     | 2–0 |     | 0–2 |     |     | 4–1 |     |     |
| Puebla          |     | 0–1 |     | 1–1 | 2–1 | 2–1 |     |     | 3–0 | 0–4 |     | 1–1 |     | 1–3 |     |     | 1–3 |     |     |
| Pumas           |     | 5–1 | 1–1 |     | 1–1 | 1–2 |     |     | 2–0 |     |     |     |     |     | 2–0 | 0–1 |     | 2–1 | 2–0 |
| Querétaro       |     |     | 3–0 |     |     | 0–4 | 2–1 | 3–1 | 1–2 | 2–1 | 1–1 | 3–0 |     |     |     | 0–0 |     |     |     |
| San Luis        | 0–1 |     |     |     |     |     | 1–0 | 1–1 | 0–2 |     |     | 0–2 | 0–2 |     | 2–3 | 1–1 | 2–3 |     |     |
| Santos          |     |     | 3–1 | 3–0 | 3–0 |     | 2–1 |     |     | 2–2 | 4–1 |     | 1–0 |     |     |     | 4–1 |     | 5–0 |
| Tigres          | 1–1 |     | 1–1 |     |     | 1–1 |     | 4–2 | 3–1 | 0–0 | 0–1 |     |     |     | 4–0 |     |     | 1–0 |     |
| Tijuana         |     | 2–2 | 3–2 |     |     | 1–2 | 0–4 | 3–2 |     |     |     | 1–0 | 1–1 |     |     | 1–1 |     |     | 2–0 |
| Toluca          | 0–1 |     |     | 1–3 |     |     |     | 0–2 |     | 2–0 | 1–1 |     | 0–2 | 3–1 | 2–2 |     | 2–0 |     |     |
| Veracruz        | 0–5 | 1–2 | 0–0 |     |     |     |     |     |     | 3–3 | 1–0 |     | 0–5 | 1–2 |     | 1–3 |     | 1–1 |     |

Utolsó felvett mérkőzés dátuma: 2019. november 24. 
Forrás: A bajnokság hivatalos honlapja 
1A hazai csapatok a bal oldali oszlopban szerepelnek.
Színek: Zöld = hazai győzelem; Sárga = döntetlen; Piros = vendéggyőzelem.
 

## Góllövőlista
Az alábbi lista a legalább 4 gólt szerző játékosokat tartalmazza.
- 13 gólos:
  -  Rogelio Funes Mori (Monterrey)
  -  Mauro Quiroga (Necaxa)
- 12 gólos:
  -  Alan Pulido (Guadalajara)
  -  André-Pierre Gignac (Tigres)
- 10 gólos:
  -  Brian Lozano (Santos)
- 9 gólos:
  -  José Juan Macías (León)
  -  Nicolás Ibáñez (San Luis)
  -  Julio César Furch (Santos)
- 8 gólos:
  -  Henry Martín (América)
  -  Ángel Mena (León)
  -  Ismael Sosa (León)
  -  Franco Jara (Pachuca)
- 7 gólos:
  -  Jonathan Rodríguez (Cruz Azul)
  -  Nicolás Gabriel Sánchez (Monterrey)
  -  Edison Flores (Morelia)
  -  Maximiliano Salas (Necaxa)
  -  Carlos González Espínola (Pumas)
- 6 gólos:
  -  Darío Lezcano (Juárez)
  -  Fernando Aristeguieta (Morelia)
  -  Víctor Guzmán (Pachuca)
  -  Aké Arnaud Loba (Querétaro)
  -  Diego Valdés Contreras (Santos)
  -   Ariel Nahuelpán (Tijuana)
- 5 gólos:
  -  Federico Viñas (América)
  -  Pablo César Aguilar (Cruz Azul)
  -  Milton Caraglio (Cruz Azul)
  -  Vincent Janssen (Monterrey)
  -  Cristian Calderón (Necaxa)
  -  Lucas Cavallini (Puebla)
- 4 gólos:
  -  Nicolás Castillo (América)
  -  Renato Ibarra (América)
  -  Facundo Barceló (Atlas)
  -  Javier Eduardo López (Guadalajara)
  -  Diego Rolán (Juárez)
  -  Luis Ángel Mendoza (Morelia)
  -  Miguel Sansores (Morelia)
  -  Carlos Sebastián Ferreira (Morelia)
  -  Jesús Ricardo Angulo (Necaxa)
  -  Luis Felipe Gallegos (Necaxa)
  -  Romario Ibarra (Pachuca)
  -  Jeison Lucumí (Querétaro)
  -  Juan David Castro (San Luis)
  -  Javier Aquino (Tigres)
  -  Lucas Zelarayán (Tigres)
  -   Camilo Sanvezzo (Tijuana)
  -  Colin Kazim-Richards (Veracruz)

## Sportszerűségi táblázat
A következő táblázat a csapatok játékosai által az alapszakasz során kapott lapokat tartalmazza. Egy kiállítást nem érő sárga lapért 1, egy kiállításért 3 pont jár. A csapatok növekvő pontsorrendben szerepelnek, így az első helyezett a legsportszerűbb közülük. Ha több csapat pontszáma, gólkülönbsége, összes és idegenben rúgott góljainak száma és a klubok együtthatója is egyenlő, egymás elleni eredményük pedig döntetlen, akkor helyezésüket a sportszerűségi táblázat alapján döntik el.
| Csapat           | Sárga lap | sárga lap · 2. sárga lap · kiállítva | kiállítva | Pontszám |
| ---------------- | --------- | ------------------------------------ | --------- | -------- |
| Querétaro        | 31        | 0                                    | 1         | 34       |
| Veracruz         | 31        | 0                                    | 1         | 34       |
| Tigres           | 22        | 2                                    | 2         | 34       |
| Pachuca          | 27        | 1                                    | 2         | 36       |
| Pumas            | 38        | 1                                    | 0         | 41       |
| San Luis         | 29        | 1                                    | 3         | 41       |
| Necaxa           | 41        | 0                                    | 1         | 44       |
| Toluca           | 35        | 3                                    | 1         | 47       |
| Puebla           | 36        | 0                                    | 4         | 48       |
| Cruz Azul        | 41        | 1                                    | 2         | 50       |
| León             | 39        | 0                                    | 4         | 51       |
| Juárez           | 42        | 0                                    | 3         | 51       |
| Monterrey        | 42        | 1                                    | 2         | 51       |
| Atlas            | 40        | 2                                    | 2         | 52       |
| Santos Laguna    | 40        | 0                                    | 5         | 55       |
| CD Guadalajara   | 34        | 4                                    | 3         | 55       |
| Monarcas Morelia | 48        | 1                                    | 2         | 57       |
| América          | 40        | 2                                    | 5         | 61       |
| Tijuana          | 49        | 1                                    | 7         | 73       |